# Hallandale Beach
Hallandale Beach é uma cidade localizada no estado americano da Flórida, no condado de Broward. Foi incorporada em 1927.

## Geografia
De acordo com o United States Census Bureau, a cidade tem uma área de 12 km², onde 10,9 km² estão cobertos por terra e 1,1 km² por água.

### Localidades na vizinhança
O diagrama seguinte representa as localidades num raio de 8 km ao redor de Hallandale.

## Demografia
Segundo o censo nacional de 2010, a sua população é de 37 113 habitantes e sua densidade populacional é de 3 395,59 hab/km². Possui 27 057 residências, que resulta em uma densidade de 2 475,54 residências/km².